# 七尾市
七尾市（日语：／ Nanao shi */?）為位於日本石川縣北部的行政區劃，大致位於能登半島的中央位置，北側為七尾灣，東側為富山灣，為石川縣能登地方的主要城市。
北陸電力在市區東北側七尾灣的岸邊設有七尾大田火力發電廠。

## 人口
| 七尾市人口分布圖 |                                               |  |
| 七尾市與日本全國年齡別人口分布比較圖 （2005年資料） | 七尾市的年齡、男女別人口分布圖 （2005年資料） |  |
| ■紫色是七尾市 ■綠色是全国 | ■藍色是男性 ■紅色是女性                       |  |
| 七尾市人口變化 \| 1970年 \| 68,303人 \| \| \| 1975年 \| 69,567人 \| \| \| 1980年 \| 69,945人 \| \| \| 1985年 \| 69,915人 \| \| \| 1990年 \| 68,692人 \| \| \| 1995年 \| 67,368人 \| \| \| 2000年 \| 63,963人 \| \| \| 2005年 \| 61,871人 \| \| \| 2010年 \| 57,900人 \| \| \| 2015年 \| 55,325人 \| \| \| 2020年 \| 50,300人 \| \| |                                               |  |
| 資料來源：日本總務省統計中心提供之人口普查數據 |                                               |  |
| 1970年 | 68,303人                                      |  |
| 1975年 | 69,567人                                      |  |
| 1980年 | 69,945人                                      |  |
| 1985年 | 69,915人                                      |  |
| 1990年 | 68,692人                                      |  |
| 1995年 | 67,368人                                      |  |
| 2000年 | 63,963人                                      |  |
| 2005年 | 61,871人                                      |  |
| 2010年 | 57,900人                                      |  |
| 2015年 | 55,325人                                      |  |
| 2020年 | 50,300人                                      |  |

## 歷史

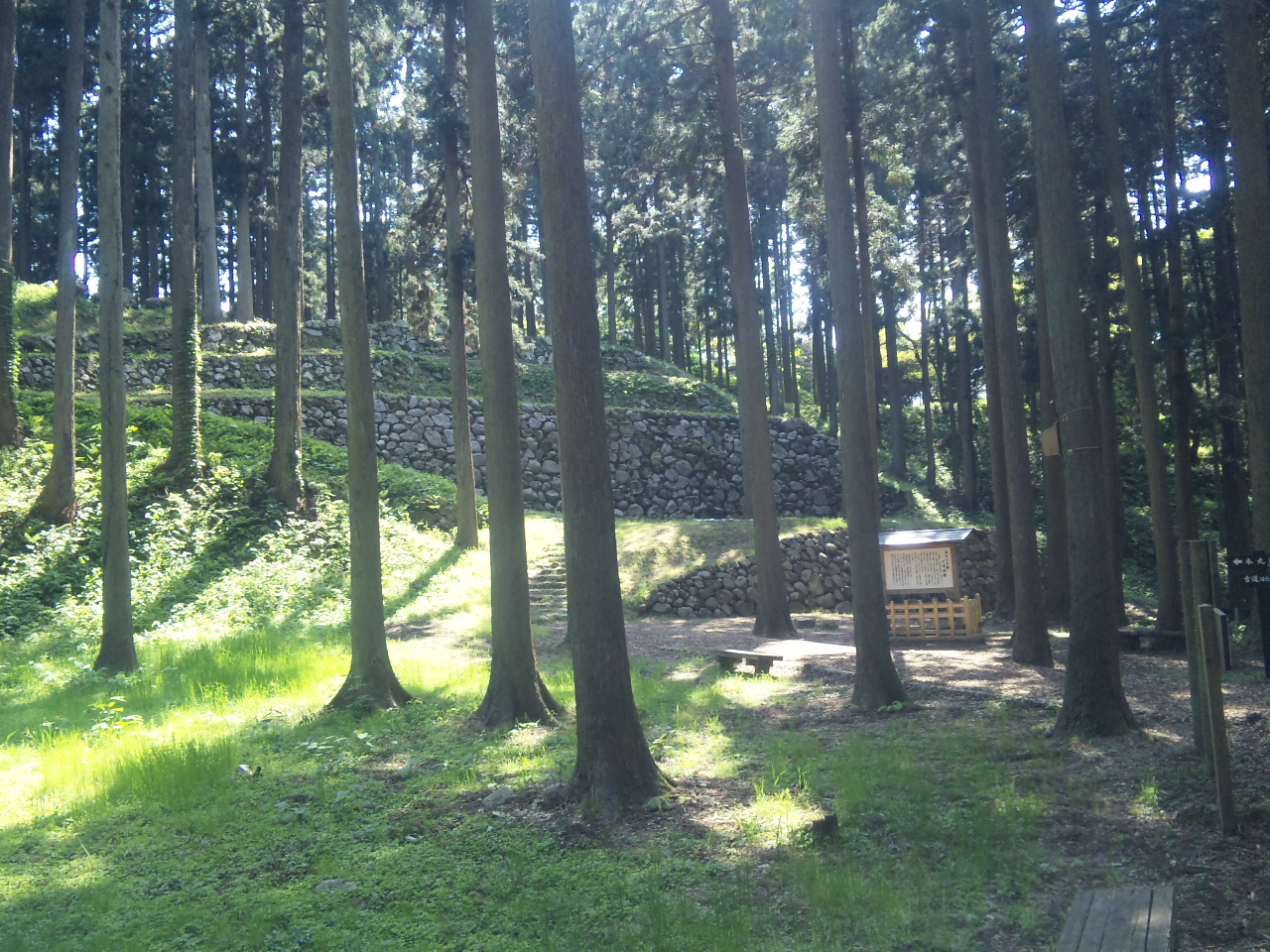
七尾城遺址

過去在令制國時代最初屬於越前國能登郡，718年隨著能登郡被劃入新設立的能登國，並成為能登國的國府所在地；雖然在742年一度又隨著能登國被併入越中國，不過757年恢復能登國後，就一直屬於能登國。
本地的港口最初名為「香島津」，15世紀時整個能登國為能登畠山氏所控制，在此處南側的山上建立七尾城作為統治整個能登國的中心，「七尾」之名則是由於此處共有七個山脊。
在16世紀畠山義總時，由於積極收留因戰亂自各地逃出的公家、連歌人、工藝師傅，使得當時的七尾城下町發展出被稱為「畠山文化」的繁榮時代。但在畠山義總過世後，畠山氏就因家族內的紛爭而勢力逐漸衰弱，最後在1576年上杉謙信發起的七尾城之戰後滅亡。
織田信長在1581年平地此地後，本地開始隨著能登國成為前田氏的領地，並在靠近港口處另建小丸山城取代七尾城，而本地也一度隨著能登國成為前田利家次子前田利政七尾藩的中心。17世紀江戶時代後大部分區域都成為前田氏加賀藩的領地，在江戶時代末期，有部分區域為幕府直屬的領地，不過也是委託加賀藩管理的預地。
19世紀末明治維新後，原屬幕府的領地改由高山縣管理，1871年實施廢藩置縣後加賀藩的領地改隸屬金澤縣，不過同年的第一次府縣整併後，原本的能登國區域被劃設為新縣，縣廳即設於七尾本地，因此新縣也被命名為「七尾縣」，但僅半年過後，七尾縣又被併回由原金澤縣更而成的石川縣。
1889年日本實施町村制，在原七尾城下町的區域設立了七尾町，1939年七尾町和位於周邊的東湊村、矢田鄉村、德田村、西湊村、石崎村以及和倉町的奧原、和倉地區合併為七尾市，1954年再併入高階村、南大呑村、北大呑村、崎山村。
同樣在1950年代，位於當時七尾市西側的區域被整併為田鶴濱町，位於西北側的區域則成為中島町，位於北側七尾灣內能登島上則整併為能登島町；2000年代日本政府開始推動平成大合併，七尾市、田鶴濱町、中島町、能登島町便於2004年合併為新設立的七尾市。

### 變遷表
| 1889年4月1日             | 1889年 - 1912年          | 1912年 - 1944年             | 1912年 - 1944年              | 1945年 - 1954年              | 1955年 - 1989年              | 1989年 - 現在              | 現在                       |
| ------------------------ | ------------------------ | --------------------------- | ---------------------------- | ---------------------------- | ---------------------------- | -------------------------- | -------------------------- |
| 釶打村                   | 釶打村                   | 釶打村                      | 釶打村                       | 1954年3月31日 合併為中島町   | 1954年3月31日 合併為中島町   | 2004年10月1日 合併為七尾市 | 2004年10月1日 合併為七尾市 |
| 笠師保村                 |                          |                             |                              | 1954年3月31日 合併為中島町   | 1954年3月31日 合併為中島町   | 2004年10月1日 合併為七尾市 | 2004年10月1日 合併為七尾市 |
| 豐川村                   |                          |                             |                              | 1954年3月31日 合併為中島町   | 1954年3月31日 合併為中島町   | 2004年10月1日 合併為七尾市 | 2004年10月1日 合併為七尾市 |
| 熊木村                   |                          |                             |                              | 1954年3月31日 合併為中島町   | 1954年3月31日 合併為中島町   | 2004年10月1日 合併為七尾市 | 2004年10月1日 合併為七尾市 |
| 西岸村                   |                          |                             |                              | 1954年3月31日 合併為中島町   | 1954年3月31日 合併為中島町   | 2004年10月1日 合併為七尾市 | 2004年10月1日 合併為七尾市 |
| 中島村                   |                          |                             |                              | 1954年3月31日 合併為中島町   | 1954年3月31日 合併為中島町   | 2004年10月1日 合併為七尾市 | 2004年10月1日 合併為七尾市 |
| 東島村                   | 東島村                   | 東島村                      | 東島村                       | 東島村                       | 1955年2月1日 合併為能登島町  | 2004年10月1日 合併為七尾市 | 2004年10月1日 合併為七尾市 |
| 中乃島村                 |                          |                             |                              |                              | 1955年2月1日 合併為能登島町  | 2004年10月1日 合併為七尾市 | 2004年10月1日 合併為七尾市 |
| 西島村                   |                          |                             |                              |                              | 1955年2月1日 合併為能登島町  | 2004年10月1日 合併為七尾市 | 2004年10月1日 合併為七尾市 |
| 南大呑村                 | 南大呑村                 | 南大呑村                    | 南大呑村                     | 1954年3月31日 併入七尾市     | 七尾市                       | 2004年10月1日 合併為七尾市 | 2004年10月1日 合併為七尾市 |
| 北大呑村                 |                          |                             |                              | 1954年3月31日 併入七尾市     | 七尾市                       | 2004年10月1日 合併為七尾市 | 2004年10月1日 合併為七尾市 |
| 崎山村                   |                          |                             |                              | 1954年3月31日 併入七尾市     | 七尾市                       | 2004年10月1日 合併為七尾市 | 2004年10月1日 合併為七尾市 |
| 高階村                   |                          |                             |                              | 1954年3月31日 併入七尾市     | 七尾市                       | 2004年10月1日 合併為七尾市 | 2004年10月1日 合併為七尾市 |
| 東湊村                   | 東湊村                   | 東湊村                      | 1939年7月20日 合併為七尾市   | 1939年7月20日 合併為七尾市   | 七尾市                       | 2004年10月1日 合併為七尾市 | 2004年10月1日 合併為七尾市 |
| 矢田鄉村                 |                          |                             | 1939年7月20日 合併為七尾市   | 1939年7月20日 合併為七尾市   | 七尾市                       | 2004年10月1日 合併為七尾市 | 2004年10月1日 合併為七尾市 |
| 德田村                   |                          |                             | 1939年7月20日 合併為七尾市   | 1939年7月20日 合併為七尾市   | 七尾市                       | 2004年10月1日 合併為七尾市 | 2004年10月1日 合併為七尾市 |
| 七尾町                   |                          |                             | 1939年7月20日 合併為七尾市   | 1939年7月20日 合併為七尾市   | 七尾市                       | 2004年10月1日 合併為七尾市 | 2004年10月1日 合併為七尾市 |
| 西湊村                   |                          |                             | 1939年7月20日 合併為七尾市   | 1939年7月20日 合併為七尾市   | 七尾市                       | 2004年10月1日 合併為七尾市 | 2004年10月1日 合併為七尾市 |
| 石崎村                   |                          |                             | 1939年7月20日 合併為七尾市   | 1939年7月20日 合併為七尾市   | 七尾市                       | 2004年10月1日 合併為七尾市 | 2004年10月1日 合併為七尾市 |
| 端村                     | 端村                     | 1934年6月1日 合併為和倉町   | 1939年7月20日 合併為七尾市   | 1939年7月20日 合併為七尾市   | 七尾市                       | 2004年10月1日 合併為七尾市 | 2004年10月1日 合併為七尾市 |
| 端村                     | 端村                     | 1934年6月1日 合併為和倉町   | 1939年7月20日 更名為田鶴濱町 | 1954年3月31日 合併為田鶴濱町 | 1954年3月31日 合併為田鶴濱町 | 2004年10月1日 合併為七尾市 | 2004年10月1日 合併為七尾市 |
| 田鶴濱村                 |                          | 1934年6月1日 合併為和倉町   | 1939年7月20日 更名為田鶴濱町 | 1954年3月31日 合併為田鶴濱町 | 1954年3月31日 合併為田鶴濱町 | 2004年10月1日 合併為七尾市 | 2004年10月1日 合併為七尾市 |
| 赤藏村                   |                          | 1934年6月1日 合併為和倉町   | 1939年7月20日 更名為田鶴濱町 | 1954年3月31日 合併為田鶴濱町 | 1954年3月31日 合併為田鶴濱町 | 2004年10月1日 合併為七尾市 | 2004年10月1日 合併為七尾市 |
| 金崎村                   |                          |                             |                              | 1954年3月31日 合併為田鶴濱町 | 1954年3月31日 合併為田鶴濱町 | 2004年10月1日 合併為七尾市 | 2004年10月1日 合併為七尾市 |
| 相馬村                   |                          |                             |                              |                              |                              |                            |                            |
| 1954年3月31日 併入鳥屋町 | 1954年3月31日 併入鳥屋町 | 2005年3月1日 合併為中能登町 | 2005年3月1日 合併為中能登町  |                              |                              |                            |                            |

## 交通

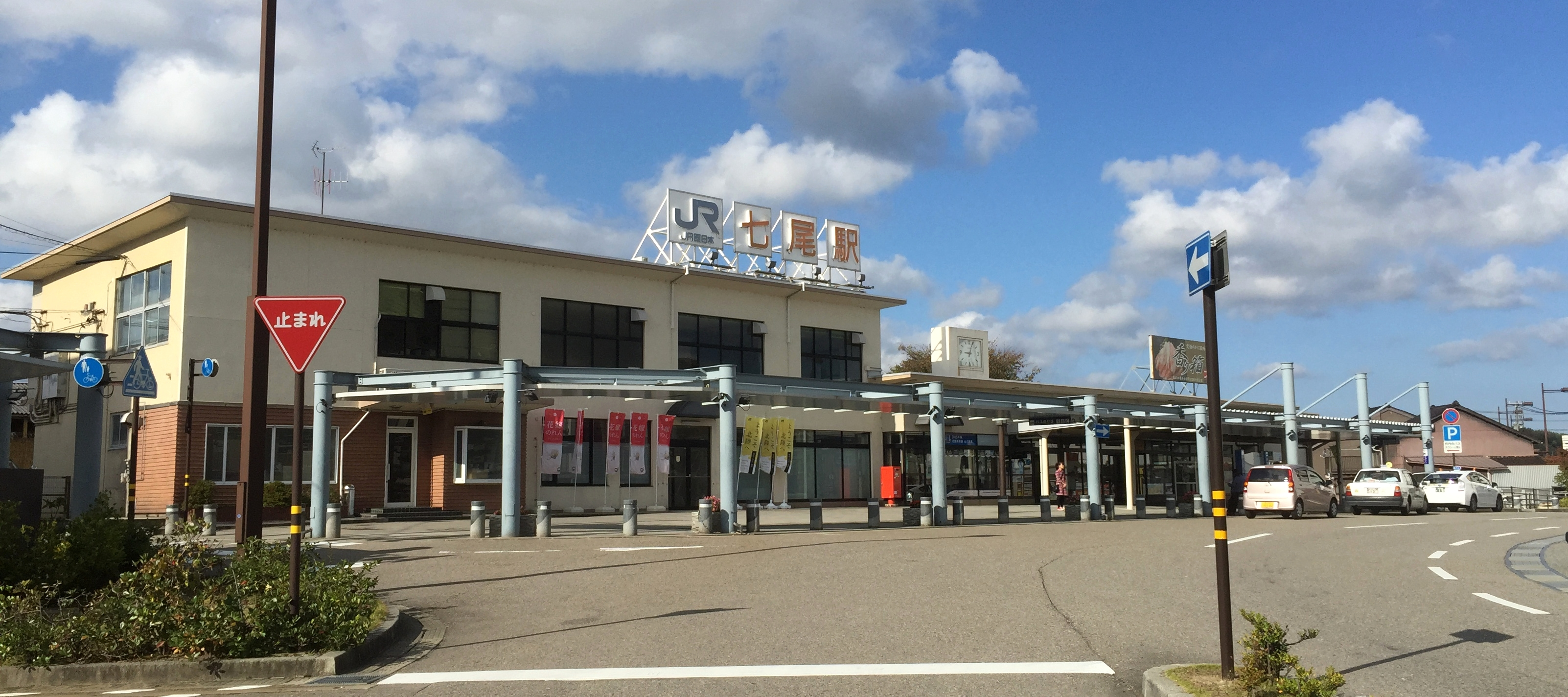
七尾車站

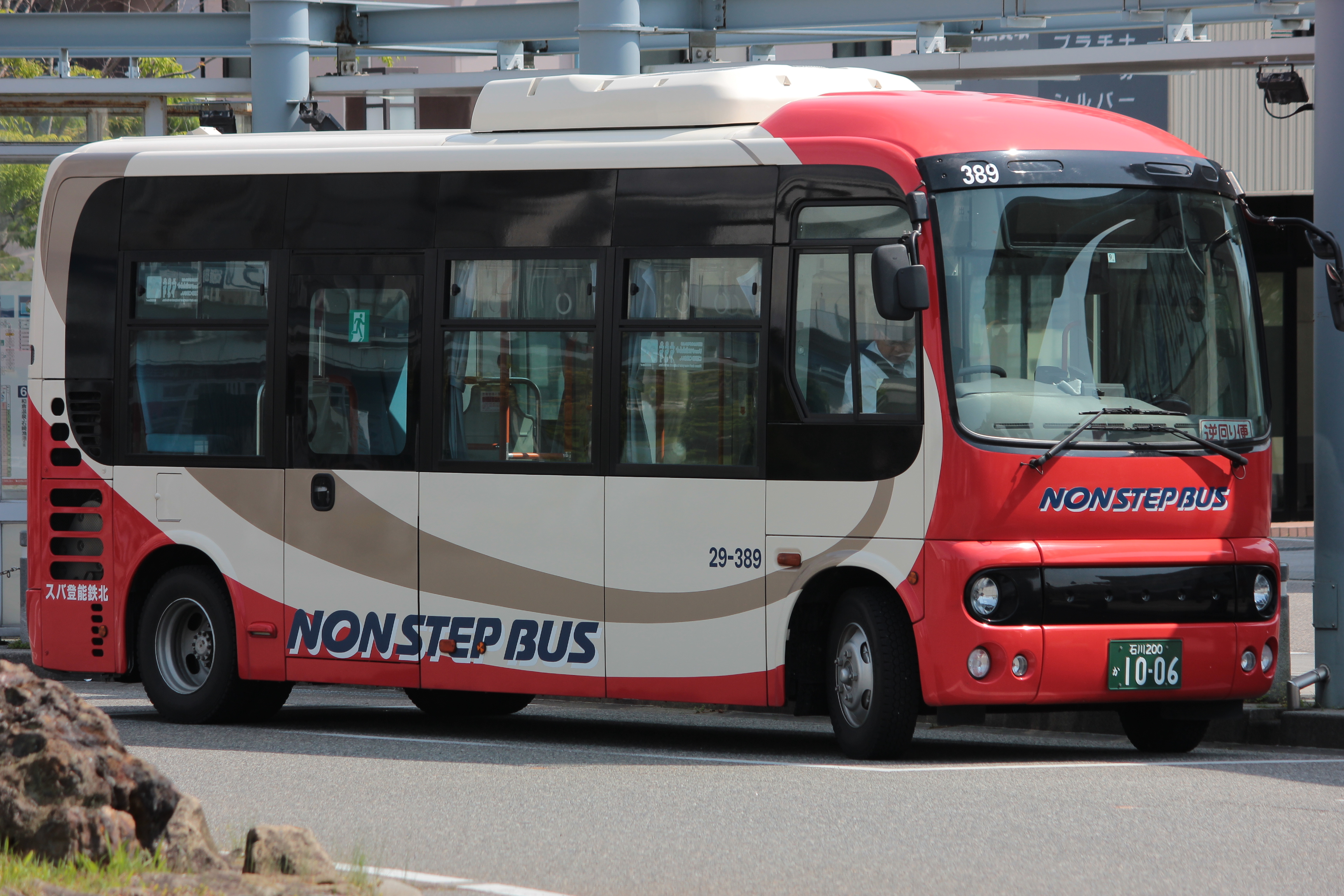
北鐵能登巴士的車輛

鐵路七尾線、快速道路能登里山海道、公路國道159號是七尾市內與石川縣內其他地區之間最主要的聯絡通道，七尾車站則是市區內的主要車站，不過由於1991年時七尾線部分路段電氣化升級後，將七尾線往北繼續深入能登半島的路段轉給日本第三部門鐵道業者能登鐵道經營，因此七尾車站也成為西日本旅客鐵道與能登鐵道的共用車站；不過七尾車站往北的下一個車站和倉溫泉車站由於為距離和倉溫泉最近的車站，為方便外來觀光客前往，因此西日本旅客鐵道的特急列車是以和倉溫泉車站為終點，和倉溫泉車站也因而成為兩家鐵路業者共用的車站。
在七尾市往東南側富山縣冰見市的方向，則有高速公路能越自動車道和公路國道160號，能越自動車道在轄內西部與能登里山海道會合後，會繼續往北深入能登半島的輪島市。
市內的市區公車是由北鐵能登巴士負責經營，不過在市區至能登島之間也有能登島交通所經營的客運路線，同時也有市政府委託經營的七尾市社區巴士。

### 鐵路
- 西日本旅客鐵道
  - 七尾線：（←中能登町） - 德田車站 - 七尾車站 - 和倉溫泉車站
- 能登鐵道
  - 七尾線：七尾車站 - 和倉溫泉車站 - 田鶴濱車站 - 笠師保車站 - 能登中島車站 - 西岸車站 - （穴水町）

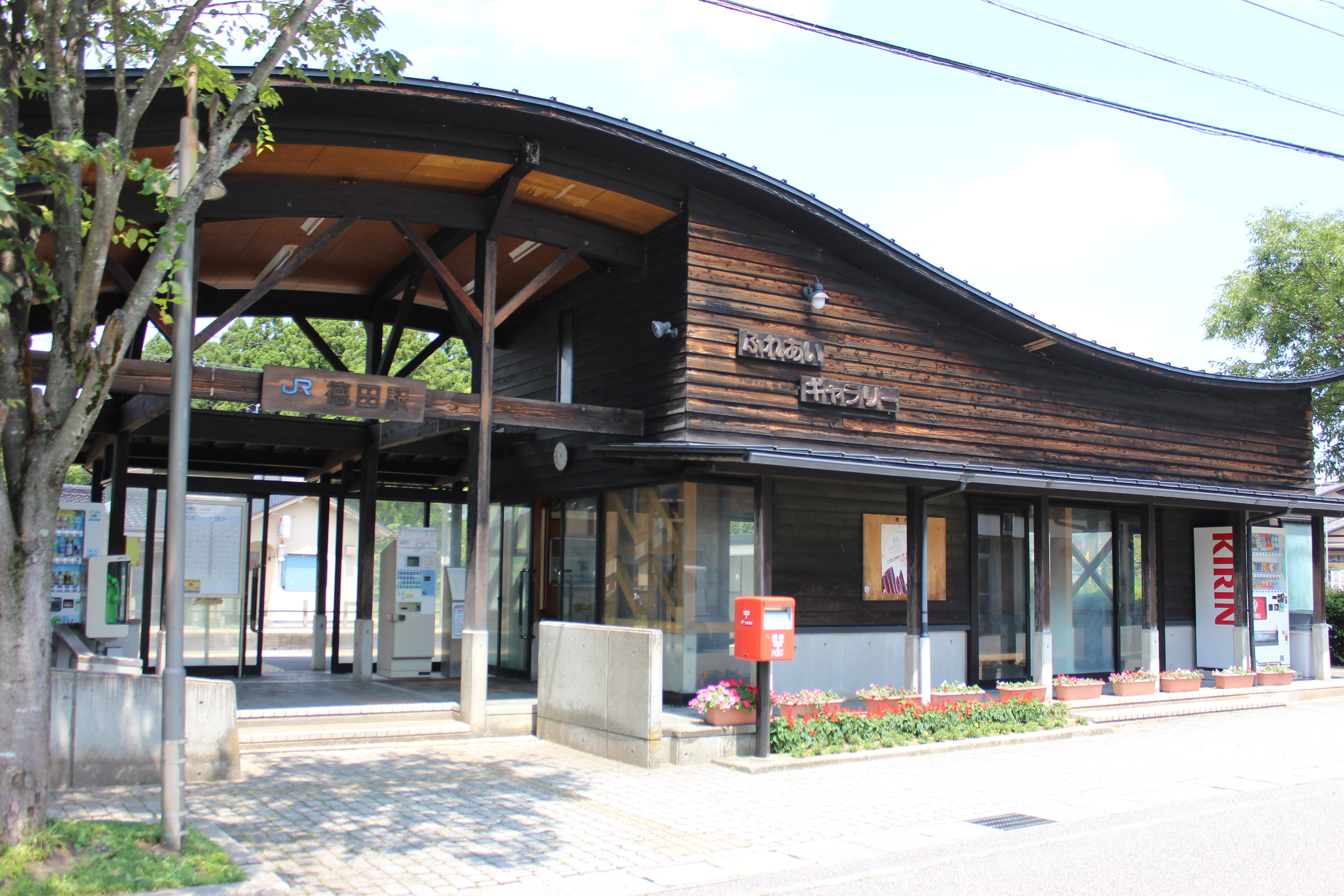
德田車站
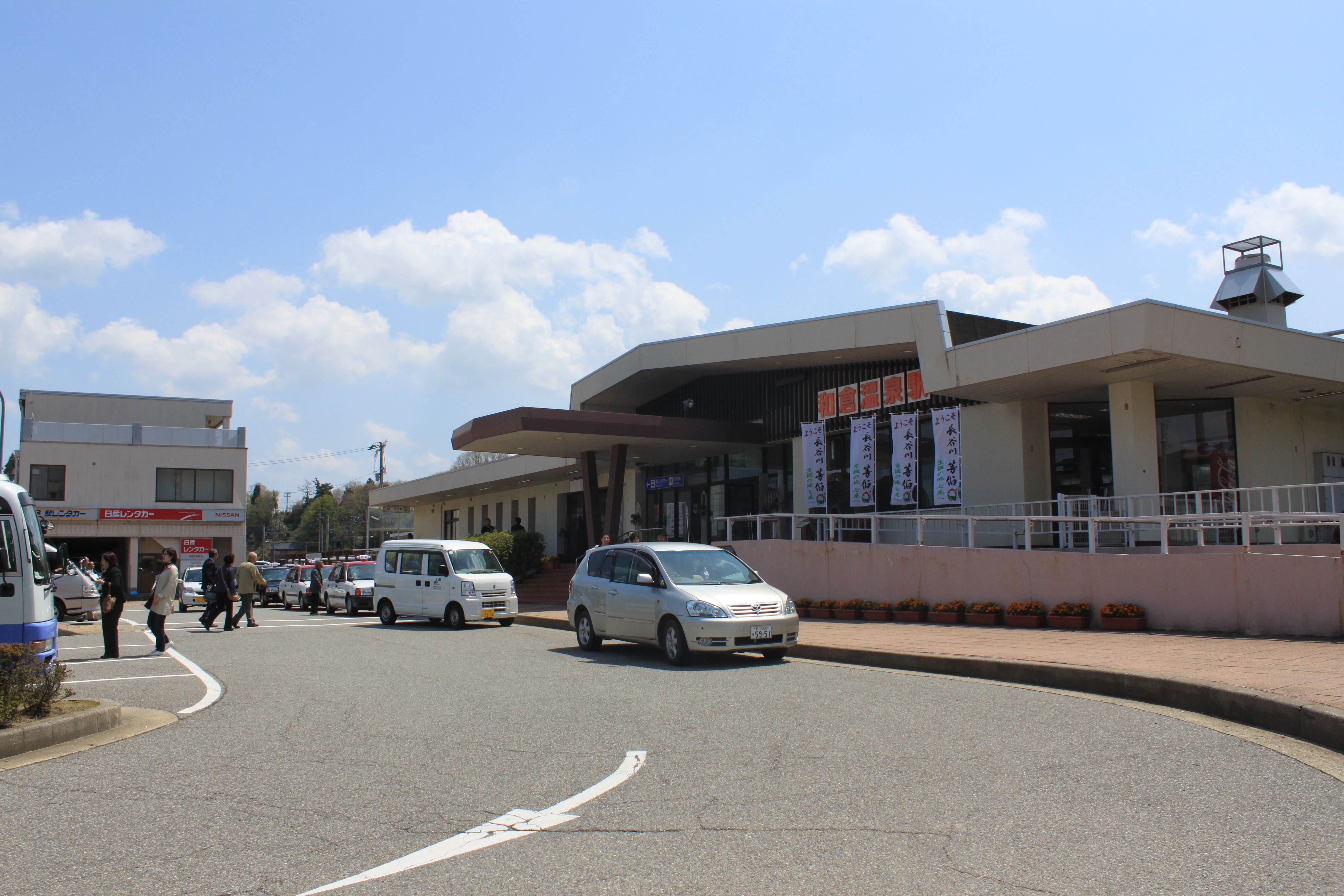
和倉溫泉車站
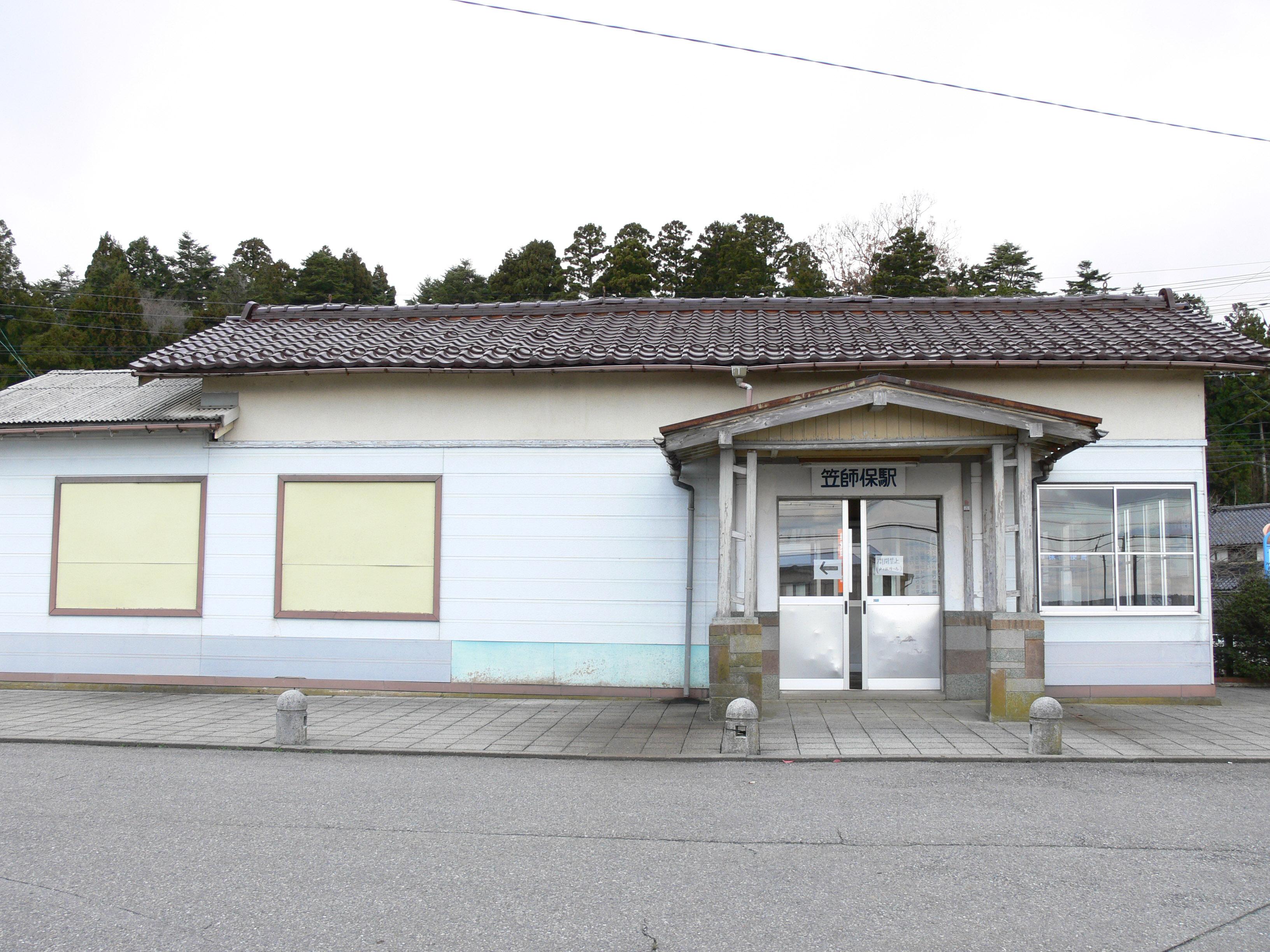
笠師保車站
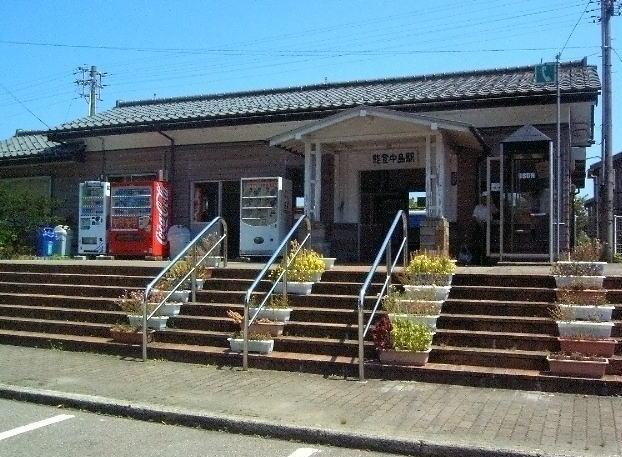
能登中島車站
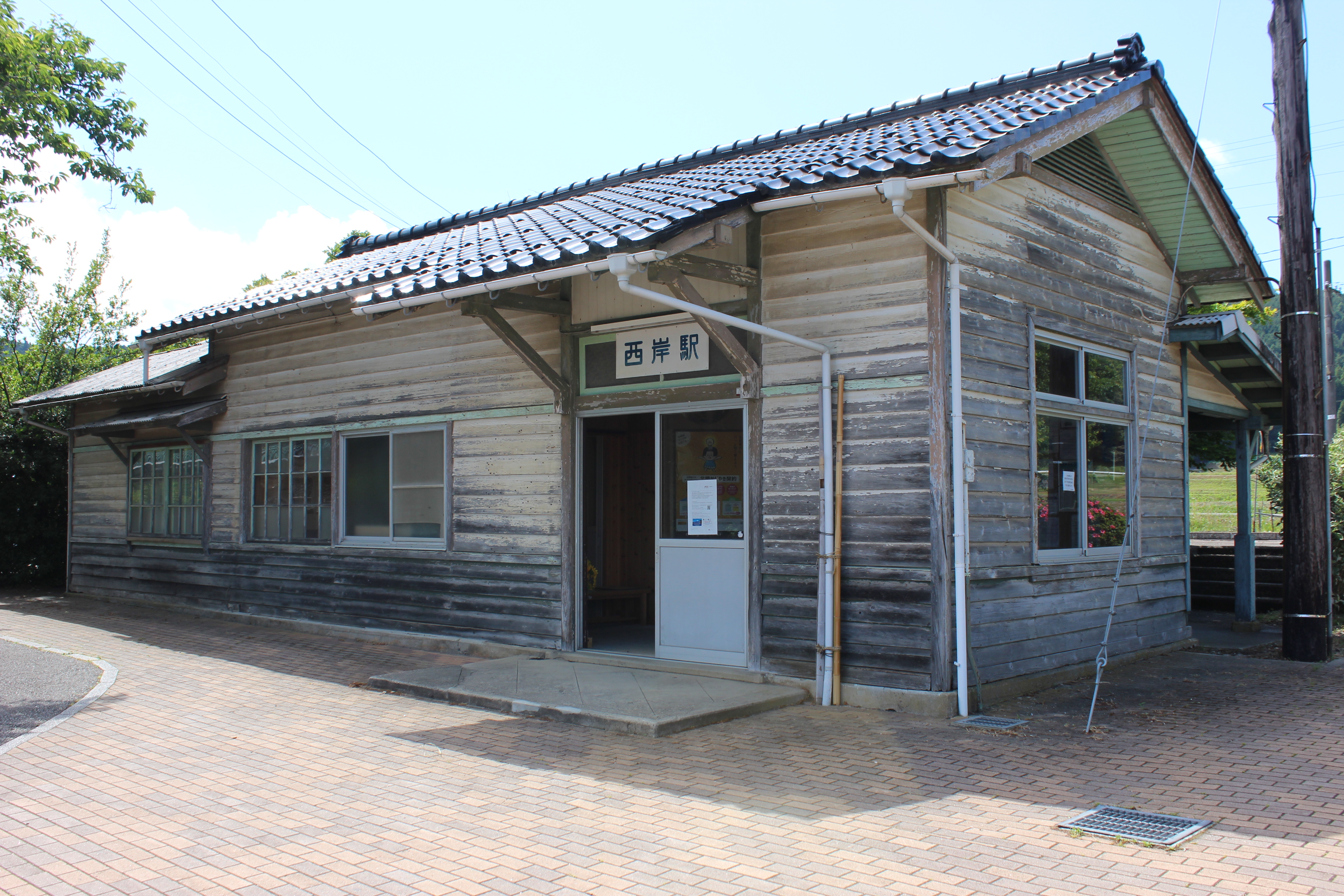
西岸車站

### 公路
高速公路
- 能越自動車道：（冰見市） - 能越縣境休息區（日语：能越県境パーキングエリア） - 七尾大泊交流道 - 七尾城山交流道 - 七尾交流道 - （興建中路段） - 田鶴濱交流道 - 德田大津系統交流道（日语：徳田大津ジャンクション） - （能登里山海道）

快速道路
- 能登里山海道：（志賀町） - 德田大津系統交流道 - 德田大津交流道 - 橫田交流道（日语：横田インターチェンジ） - 別所岳服務區 - （穴水町）

## 觀光資源
位於市區西北側七尾灣岸邊的和倉溫泉至今已有超過一千兩百年的歷史，由於其中的溫泉旅館加賀屋在「專家評選的日本飯店旅館百選」（プロが選ぶ日本のホテル・旅館100選））中常年佔據綜合部門第一名位置，使得整個溫泉區逐漸建立出高品質服務的形象，成為七尾市最著名的觀光景點。
位於七尾灣中的能登島全島都被劃入能登半島國定公園，除了海岸景色外，在島上還有石川縣能登島玻璃美術館、能登島水族館，同時由於周邊海域有野生海豚，也有乘船觀賞海豚的觀光行程。
每年五月1日至5日期間舉行的青柏祭為能登地區最盛大的春祭，其特色為三座十二公尺高，分別重約二十公噸的[藝閣|山車]]會在市區小巷中進行近乎直角轉彎的「十字迴旋」，同時也開法讓外來遊客加入拉山車的行列。

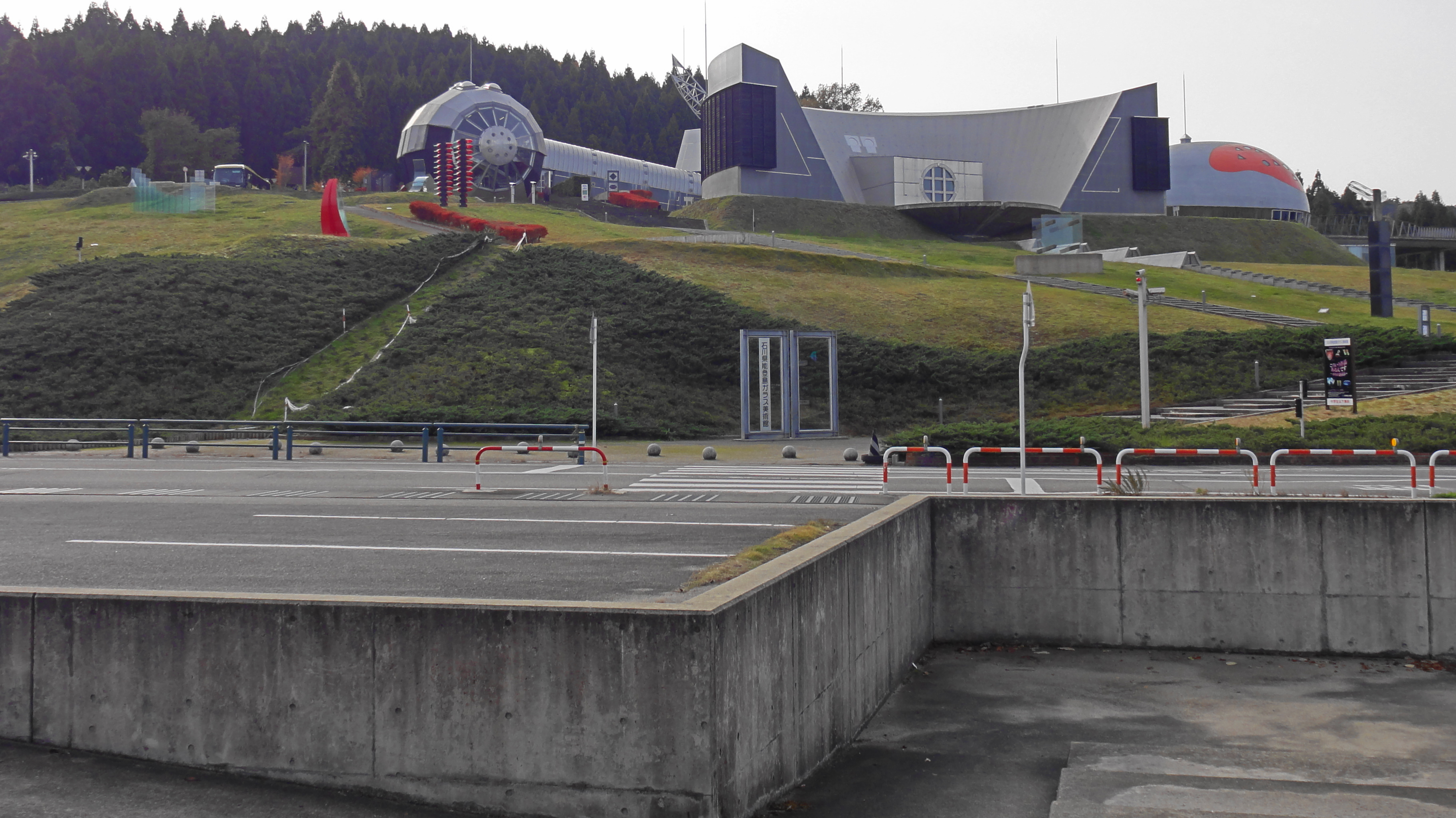
能登島玻璃美術館
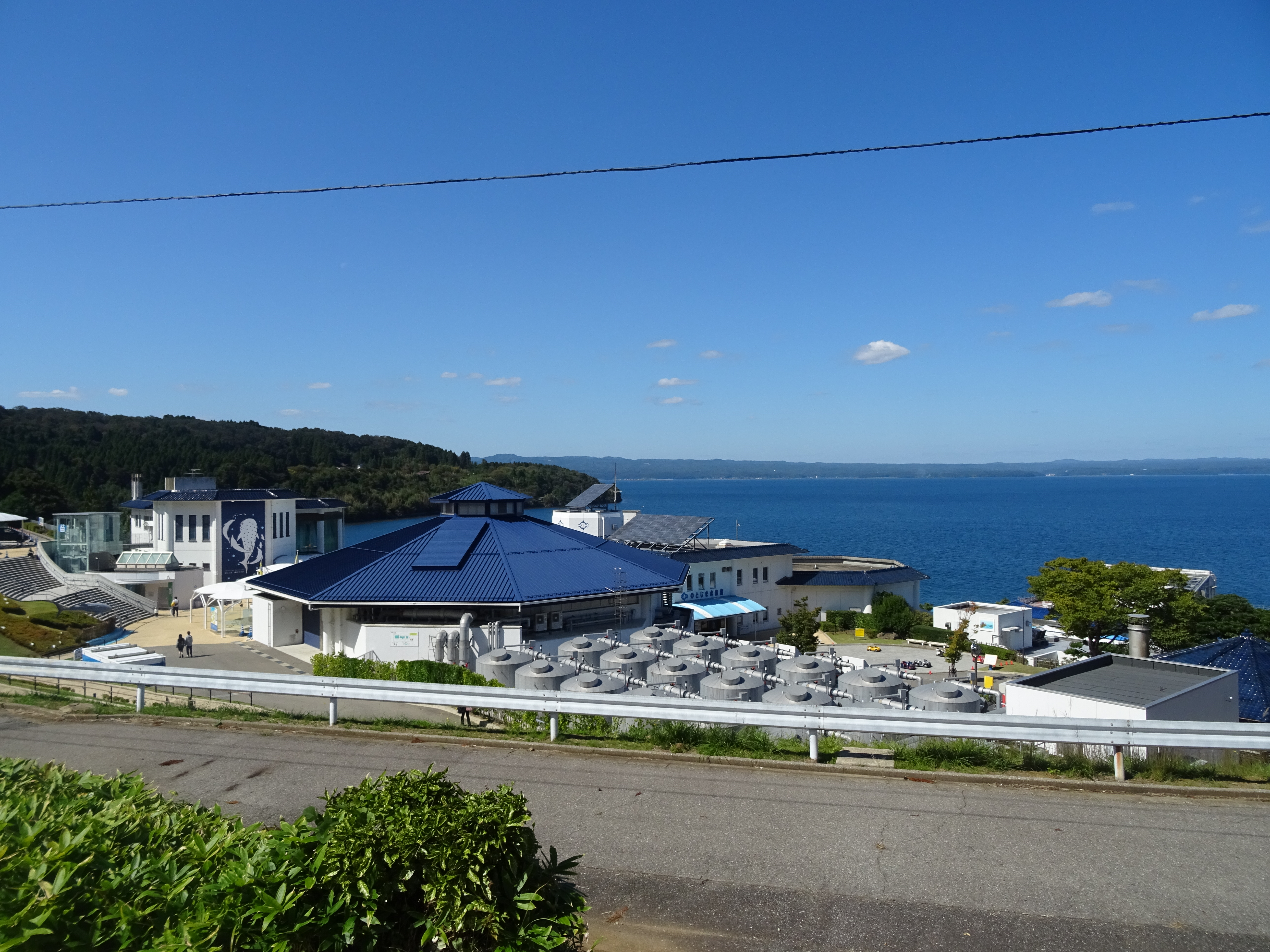
能登島水族館
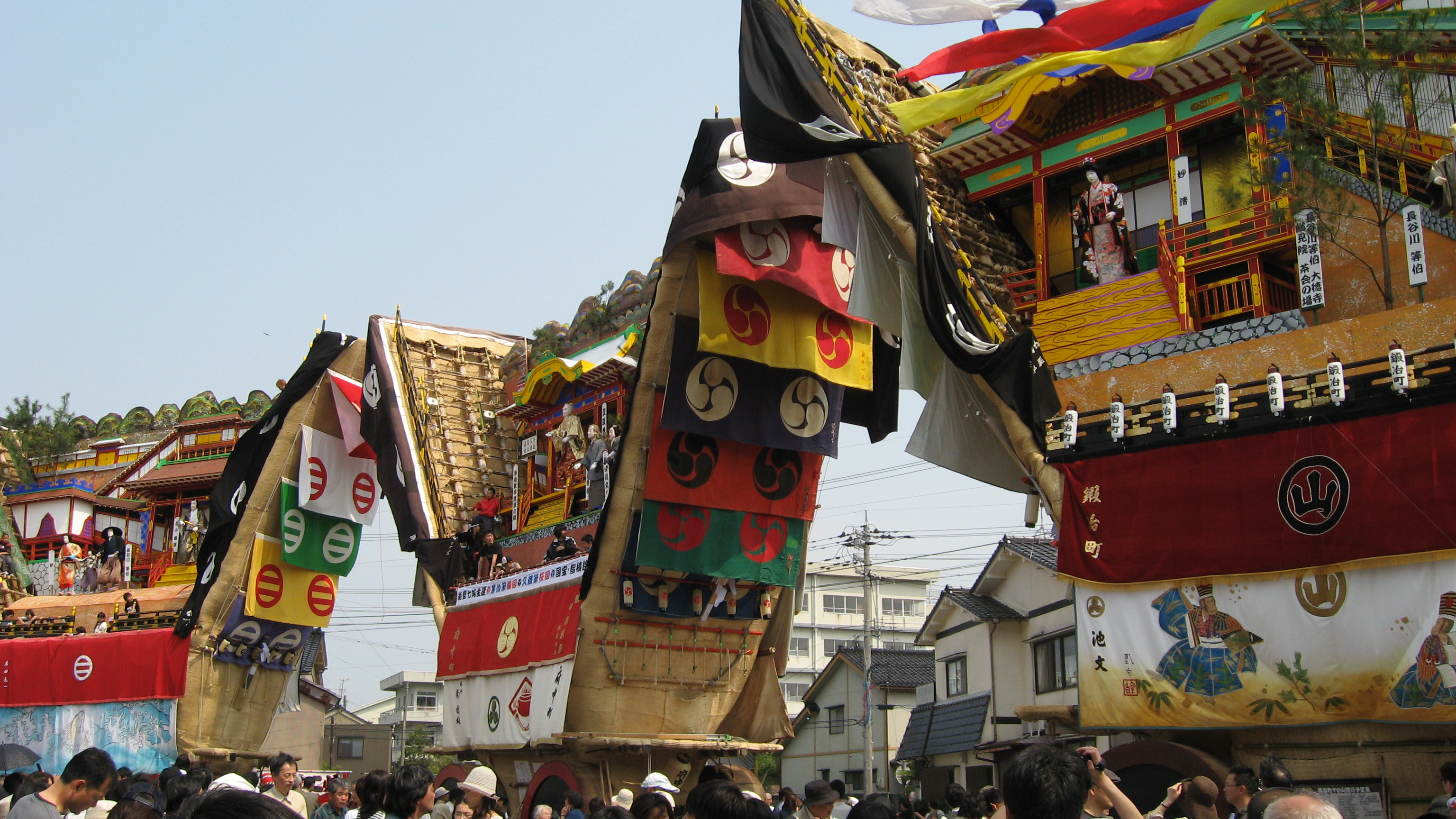
青柏祭的山車

## 備註
1. ↑  山脊的日文為「尾根」，這七個山脊分別被命名為松尾、竹尾、梅尾、鶴尾（或稱菊尾）、龜尾、龍尾、虎尾

## 外部連結
- 七尾市的Facebook專頁
- 七尾市的X（前Twitter）